# Christos Papanikolau
Christos Papanikolau (gr. Χρήστος Παπανικολάου, Chrí̱stos Papanikoláou; ur. 25 listopada 1941 w Trikali) – grecki lekkoatleta, który specjalizował się w skoku o tyczce.
Wicemistrz Europy z Budapesztu (1966). Trzykrotny uczestnik igrzysk olimpijskich – Tokio 1964 (18. lokata), Meksyk 1968 (4. lokata) oraz Monachium 1972 (11. lokata). W 1970 podczas konkursu uniwersjady w Turynie zajął 2. miejsce i zdobył srebrny medal. Dwa razy w karierze stawał na najwyższym stopniu podium igrzysk śródziemnomorskich. Rekordzista świata w skoku o tyczce – 24 października 1970 uzyskał rezultat 5,49.